# Casa Palacio del Obispo Beltrán
El Palacio del Obispo Beltrán en Sierra Engarcerán, en la comarca de la Plana Alta, es un edificio residencial catalogado, dentro del Plan General de Ordenación Urbana, Bien de Relevancia Local según la Disposición Adicional Quinta de la Ley 5/2007, de 9 de febrero, de la Generalitat, de modificación de la Ley 4/1998, de 11 de junio, del Patrimonio Cultural Valenciano (DOCV Núm. 5.449 / 13/02/2007); con el código: 12.05.105-005.
La Casa Palacio del Obispo se distribuye en planta baja y dos pisos. El vestíbulo, de pavimento a base de cantos rodados, da a la calle Obispo Beltrán. La cocina, así como varias habitaciones, el patio interior y las escaleras de acceso al primer y segundo piso están en la planta baja. Se levantó este edificio en el último cuarto del siglo XVIII y desde ese momento ha sufrido varias reformas para adaptarlo a las diferentes exigencias de habitabilidad. Se trata de una típica vivienda rural de la zona, pero de familia acomodada. Dado que la calle en la que se eleva está en definición, la casa, que da a dos calles tiene acceso trasero a la altura del primer piso.